# Tecticornia triandra
Tecticornia triandra är en amarantväxtart som först beskrevs av Ferdinand von Mueller, och fick sitt nu gällande namn av K. A. Sheph. och Paul G. Wilson. Tecticornia triandra ingår i släktet Tecticornia och familjen amarantväxter. Inga underarter finns listade i Catalogue of Life.